# Tempi di elezioni
Tempi di elezioni (Ballot Box Bunny) è un film del 1951 diretto da Friz Freleng. È un cortometraggio d'animazione della serie Merrie Melodies, uscito negli Stati Uniti il 6 ottobre 1951. Dal 1998 viene distribuito col titolo Campagna elettorale.

## Trama
Yosemite Sam è candidato come sindaco di una piccola città. Quando, da un podio, promette di liberare la città da tutti i conigli, Bugs Bunny (che si trova sotto il podio a bere succo di carota) decide inorridito di combattere Sam candidandosi come sindaco contro di lui. Entrambi si sfidano quindi in una serie di stratagemmi elettorali in cui Sam ha sempre la peggio, finché un rapido inseguimento per le strade porta il duo alla sfilata del sindaco appena eletto, che si rivela essere un cavallo. Bugs e Sam si sfidano allora alla roulette russa, e Sam finisce per perdere anche a questo gioco.

## Distribuzione

### Edizione italiana
Il corto arrivò in Italia direttamente in televisione negli anni ottanta. Il doppiaggio fu eseguito dalla Effe Elle Due e diretto da Franco Latini su dialoghi di Maria Pinto, i quali in buona parte ignorano il copione originale o lo adattano liberamente. Nel 1998 il corto fu ridoppiato dalla Angriservices Edizioni sotto la direzione di Renzo Stacchi per l'uscita in VHS, con un adattamento più fedele all'originale. Tuttavia tale doppiaggio fu eseguito sul master televisivo, privo della scena finale in cui Sam viene colpito dalla pistola, e in DVD è stato incluso il primo doppiaggio. Le due edizioni sono accomunate dall'errata pronuncia di Yosemite.

### Edizioni home video

#### VHS
America del Nord
- A Salute to Mel Blanc (1985)
- From Hare to Eternity (1997)

Italia
- L'ammutinamento di Bunny (ottobre 1998)

#### Laserdisc
- Winner by a Hare (1992)

#### DVD
Il corto fu pubblicato in DVD-Video in America del Nord nel primo disco della raccolta Looney Tunes Golden Collection: Volume 1 (intitolato Best of Bugs Bunny) distribuita il 28 ottobre 2003; il DVD fu pubblicato in Italia il 2 dicembre 2003 nella collana Looney Tunes Collection, col titolo Bugs Bunny. In Italia fu inserito anche nel DVD Bugs Bunny della collana I tuoi amici a cartoni animati!, uscito il 15 novembre 2011.